# René Maessen (priester)
R.H.M. (René) Maessen (Beek, 1945) is een Nederlands rooms-katholiek priester. In verband met de ernstige ziekte en terugtreden van bisschop Harrie Smeets was hij in 2023 gevolmachtigd tijdelijk bestuurder en van 10 augustus 2023 tot 24 augustus 2024 diocesaan administrator van bisdom Roermond. 

## Loopbaan
Maessen studeerde aan de Hogeschool voor Theologie en Pastoraat in Heerlen en volgde theologische modules aan de Universiteit Regensburg. Hij werd op 29 juni 1974 in zijn geboorteplaats Beek door bisschop Joannes Gijsen tot priester gewijd. Hij was kapelaan te Voerendaal (1974-1979) en pastoor te Chevremont in Kerkrade (1979-1984). In 1984 werd hij benoemd tot pastoor-deken van Maastricht en verantwoordelijk voor de grootscheepse restauratie van de Sint-Servaasbasiliek. Hij was toen 39 jaar oud en de jongste pastoor-deken in de geschiedenis van het bisdom. In 1991 werd hij onder bisschop Gijsen benoemd tot vicaris-generaal van het bisdom en werd hij door paus Johannes Paulus II benoemd tot Pauselijke huisprelaat, een eretitel voor bijzonder verdienstelijke priesters die niet vaak wordt toegekend. Toen bisschop Gijsen in 1993 door bisschop Wiertz werd opgevolgd bleef Maessen vicaris-generaal. In 1999 nam hij ontslag en besloot als monnik in het trappistenklooster Lilbosch in Echt in te treden. Bij zijn afscheid werd hij tot ere-kanunnik van het bisdom benoemd. Na het vijfjarig noviciaat besloot hij in 2004 zijn eeuwige geloften als trappist niet af te leggen en keerde terug in de zielzorg. Van 2004 tot 2018 was hij pastoor-deken van Thorn en tevens pastoor van onder andere Neeritter, Ittervoort, Hunsel, Ell en Wessem. Tevens werd hij door bisschop Wiertz opnieuw benoemd tot lid van het Kapittel van het bisdom Roermond (1985-1999, 2005-2020) en in 2007 tot vicaris voor liturgie.
In 2018 werd hij door de net aangetreden bisschop Harrie Smeets gevraagd voor een vijfjarige termijn als vicaris-generaal. Toen de bisschop in 2021 ernstig ziek werd stelde Maessen in 2023 zijn emeritaat uit en werd gevolmachtigd tijdelijk bestuurder van het diocees. Met het aftreden van Smeets is hij vanaf augustus 2023 diocesaan administrator. Op 14 juli 2024 vierde Maessen zijn vijftigjarig priesterjubileum in de parochiekerk van Beek, waarin hij werd geprezen om zijn grote wijsheid en pastoraal hart.
Op 24 augustus 2024 nam Ron van den Hout bezit van de zetel van het bisdom Roermond als 25ste bisschop. Op dat moment eindigde het administratorschap van Maessen en gaat hij met emeritaat.  